# Cristelacher
Cristelacher is een geslacht van vliesvleugeligen uit de familie Eulophidae. De wetenschappelijke naam van dit geslacht is voor het eerst geldig gepubliceerd in 1993 door Schauff & LaSalle.

## Soorten
Het geslacht Cristelacher is monotypisch en omvat slechts de volgende soort:
- Cristelacher levana (Walker, 1847)